# Franklin megye (Iowa)
Franklin megye az Amerikai Egyesült Államokban, azon belül Iowa államban található. Lakosainak száma 10 019 fő (2020. április 1.). Franklin megye Cerro Gordo, Hardin, Floyd, Butler, Grundy, Hancock, Wright és Hamilton megyékkel határos.

## Népesség
A megye népessége az elmúlt években az alábbi módon változott:
| Lakosok száma | 10 685 | 10 684 | 10 540 | 10 548 | 10 295 | 10 019 |
|               | 2010   | 2011   | 2012   | 2013   | 2015   | 2020   |